# آوه-فالشتاین
آوه-فالشتاین (به آلمانی: Aue-Fallstein) یک منطقهٔ مسکونی در آلمان است که در هارتس (ناحیه) واقع شده‌است. آوه-فالشتاین ۵٬۲۴۵ نفر جمعیت دارد.